# Giovane Gávio
Giovane Gávio (Juiz de Fora, 1970. szeptember 7. –) brazil röplabdázó és strandröplabdázó. Négy egymást követő nyári olimpiai játékokon (1992, 1996, 2000, 2004) vett részt, 1992-ben és 2004-ben aranyérmet nyert a brazil röplabda-válogatottal.